# Цивільні правовідносини
Цивільні правовідносини — форма індивідуально предметних суспільних відносин в підґрунті яких саморегульовано сформовані суб'єктивні права та юридичні обов'язки їх учасників.

## Виникнення
Право упорядковує суспільні відносини і визначає їх динаміку. Водночас, якщо розглядати динаміку правового регулювання суспільних відносин з точки зору процесу, то як і будь-який процес він функціонує протягом певного часу з огляду на те, що має свій початок та завершення.
Розглядаючи правове регулювання суспільних відносин в динаміці, варто зазначити, що закономірним є факт спочатку виникнення суспільних відносин, а вже потім, санкціонування чи закріплення норм права (надання їм статусу правових). С. С. Алексєєв визначав три стадії правового регулювання: 
а) Регламентування суспільних відносин, що потребують правового опосередкування; 
б) Дія юридичних норм, у результаті яких виникають правові відносини; 
в) Реалізація суб'єктивних юридичних прав та юридичних обов'язків.
Перша стадія правового регулювання суспільних відносин розпочинається, коли держава доходить висновку про необхідність охоплення тих чи інших відносин нормами права і створює їх. На цьому етапі правовий регулятор складає в собі модель правової поведінки учасників цивільних правовідносин. В разі збігу фактичної обставини дійсності з їх правовою моделлю, вони набувають юридичного значення і породжують передбачені наслідки.
На цій стадії складається певна правова програму заходів з боку держави або учасників цивільних правовідносин, якою передбачені наслідки вчинення певних дій, або утримання від них. По суті це загальний варіативний алгоритм дій учасників цивільних правовідносин, який будується за принципом: якщо — то — інакше. Тобто, якщо особа вчинить певну дію, настане наслідок у визначеній формі, інакше — настане інший наслідок.
Норма права створює юридичну можливість виникнення цивільних правовідносин. Вона вказує на ті умови, обставини (факти), за наявності яких правові зв'язки починають рухатися. Правова норма спрямовує кожне цивільне правовідношення, визнаючи ті чи інші факти як підставу його руху. Безпосередньо підставою виникнення цивільного правовідношення є не норма, а встановлені нею юридичні факти.
Зважаючи на наведене, юридичний факт опосередковує поєднання фактичної та юридичної сторони певної обставини. При цьому, фактичною стороною є явище або процес об'єктивної дійсності, яка може мати місце в реальних суспільних відносинах, а юридичною — модель, поведінки учасників цивільних правовідносин, яка закріплена в нормі права або визначена ними самостійно.
Тобто, саме юридичний факт є пов'язуваним елементом між правовою моделлю поведінки і її фактичною складовою. Через такі його особливості цей юридичний факт є правовстановлювальним.
Правові норми самі по собі не породжують цивільних правовідносин. Для того, щоб суспільні відносини, а точніше соціальні зв'язки членів суспільства успішно координувалися між собою у відповідному правовому контурі необхідні правові підстави для їх виникнення.
Виникнення цивільних правовідносин пов'язується з настанням певних юридичних фактів. У переважній більшості в цивільних правовідносинах їх учасники самостійно на добровільних та договірних засадах визначають ті суб'єктивні цивільні права та юридичні обов'язки, які вони матимуть. В іншому випадку виникнення і подальша реалізація суб'єктивних цивільних прав і виконання юридичних обов'язків забезпечується прямими приписами держави.
Іншими словами, якщо створення правової норми закладає модель майбутньої поведінки учасників цивільних правовідносин, то з настанням юридичного факту вона програма починає реалізовуватися. З цього моменту учасники цивільних правовідносин вчиняють власні дії у межах моделей правомірної поведінки, визначених правовим регулятором.
Слід зазначити, що в більшості випадків наявності одного юридичного факту недостатньо для настання наслідків, закріплених в моделі поведінки учасників цивільних правовідносин. Необхідним є сукупна послідовність кількох юридичних фактів. Така їх множинність має назву юридичний склад. Під ним розуміють сукупність юридичних фактів, які в структурної єдності спричиняють настання наслідку в формі встановлення, реалізації і припинення суб'єктивних цивільних прав, юридичних обов'язків, цивільних правовідносин в цілому.
Традиційним в науці цивільного права України є поділ юридичних фактів як підстав виникнення цивільних правовідносин за вольовою ознакою. За вольовим критерієм юридичні факти поділяються на дії і події. Дії — фактичні обставини дійсності, настання яких обумовлено вольовою поведінкою суб'єкта правових відносин.
Найбільш поширеною підставою виникнення цивільних правовідносин є правочин. Відповідно до статті 202 ЦК України під ним розуміють дію особи, яка спрямована на встановлення, зміну та припинення цивільних прав та обов'язків.
Переважно підставою виникнення речових правовідносин є односторонній правочин. Зокрема, односторонній правочин як підстава виникнення речових правовідносин представлена такими правовими конструкціями як: придбання права власності на новостворене майно, перероблену річ і загальнодоступні дари природи (статті 331—333 ЦК України), прийняття спадщини (стаття 1268 ЦК України).
Односторонній характер такого правочину обумовлений тим, що для виникнення відповідних цивільних правовідносин достатньо односторонньої дії його майбутнього власника.
Правочин не завжди служить підставою виникнення цивільних правовідносин. В деяких випадках такою підставою є індивідуальний правовий акт (припинення права власності на майно, яке не може належати особі (стаття 348 ЦК України), викуп земельних ділянок, інших об'єктів нерухомого майна, приватної власності для суспільних потреб чи з мотивів суспільної необхідності (стаття 350 ЦК України), викуп пам'ятки культурної спадщини (стаття 352 ЦК України), реквізиція (стаття 353 ЦК України), конфіскація (стаття 354 ЦК України), націоналізація.
Підстави виникнення зобов'язальних правовідносин специфіковані в силу їх особливостей, зміст і динаміка яких, залежить від усіх сторін цивільних правовідносин або щонайменше від кредитора в цивільно-правовому зобов'язанні. Найбільш розповсюдженою підставою виникнення зобов'язальних правовідносин є договір.
Підставою виникнення цивільних правовідносин також є юридичний вчинок. Під ним розуміється дія, яка тягне за собою юридичний наслідок, незалежно від того, чи були ці дії на них спрямовані чи ні. Вчинки викликають правові наслідки незалежно від того, усвідомлював чи не усвідомлював суб'єкт їх правове значення, бажав чи не бажав їх настання.
До числа таких відносяться придбання права власності на безхазяйну річ (стаття 335 ЦК України); придбання права власності на рухому річ, власник від якої відмовився (стаття 336 ЦК України); придбання права власності на знахідку (стаття 338 ЦК України); придбання права власності на бездоглядну домашню тварину (стаття 341 ЦК України); придбання права власності на скарб (стаття 343 ЦК України).
Також слід зазначити, що юридичний вчинок призводить до виникнення цивільних правовідносин в сфері інтелектуальної власності (створення літературного, художнього, музичного чи наукового твору (стаття 437, 451, 458 ЦК України), винаходу, корисної моделі, промислового зразка (стаття 462 ЦК України), раціоналізаторської пропозиції (стаття 484 ЦК України), комерційної таємниці (стаття 506 ЦК України) тощо.
Створення літературного твору є підставою виникнення авторських правовідносин незалежно від того, усвідомлював автор значення своїх дій або ні. Мотивація суб'єкта права інтелектуальної власності спрямована не стільки на досягнення певних юридичних наслідків, скільки на реалізацію власних творчих здібностей індивідуума.
Неправомірні дії як юридичний факт (делікт) також служать підставою виникнення цивільних правовідносин, зміст яких — реалізація компенсаційно-відновлювальної функції цивільного права.
Іншою підставою виникнення прав на об'єкт є подія. Під нею розуміються фактичні обставини дійсності, настання яких, а також їх подальше існування не обумовлено вольовою поведінкою людини і не координуються ними.
У більшості випадків настання юридичної події служить підставою припинення цивільних правовідносин. Розглядаючи юридичну подію в контексті підстав виникнення цивільних правовідносин, слід зазначити, що переважно самостійного правового значення цей юридичний факт не має.
Зокрема, така подія як град або посуха безпосередньо не тягне за собою виникнення цивільних правовідносин. Для цього необхідні інші юридичні факти, зокрема договір страхування, настання майнової шкоди і т. д.

## Зміна
Цивільні правовідносини як правова конструкція, що забезпечує реалізацію суб'єктивних цивільних прав і виконання юридичних обов'язків не має статистичного характеру. Цивільні правовідносини виникають для реалізації той мети, які закладена в їх змісті. Крім того, об'єктивні обставини, які мають вплив на реальне життя учасників цивільних правовідносин не дають можливості стверджувати про незмінність той структури цивільних правовідносин, яка була сформована при їх укладанні. Саме тому, виникнувши одного разу цивільні правовідносини перебувають в постійному руху, кінцевою метою якого є досягнення і задоволення того правового інтересу їх учасників, який був визначений ними при укладанні правовідносин.
В процесі свого виникнення і реалізації цивільні правовідносини знаходяться під впливом життєвих факторів, наявність яких призводить або може призвести до модифікації цивільного правовідношення. Проявом такої особливості цивільних правовідносин э еластичність їх структури. Ця властивість робить їх незалежним від особи боржника і кредитора, що передбачає можливість зміни його окремих елементів (суб'єкт, об'єкт, зміст), не впливаючи на дійсність цивільного правовідношення в цілому.
В теорії цивільного права України така правова конструкція має назву зміни цивільних правовідносин. Зміна цивільних правовідносин є одним із етапів розвитку правового зв'язку між учасниками суспільних відносин.
Необхідно розрізняти такі правові категорії як «зміна цивільних правовідносин» і «припинення цивільних правовідносин», оскільки наявність останніх також пов'язана із модифікацією структури правовідношення але має інші наслідки свого настання. Зокрема, припинення існування правовідносин.
В. І. Сінайський в 1912 році зазначив з цього приводу, що задоволення зобов'язання є той метою, заради якої воно виникає. Тому припинення зобов'язання слід розуміти як зникнення з цивільного обороту власно його обґрунтування (causa).
В сучасній цивільно-правовій думці України існує ряд теорій щодо правової природи конструкції зміни цивільних правовідносин. Відповідно до першої — зміна правовідносин це зміна елементів, які їх складають (Чигир В. Ф.). Тобто зміна цивільних правовідносин пов'язана із деформацією об'єкту правовідносин, суб'єкту правовідносин та їх змісту.
Інші вчені вважають, що правова природа зміни цивільних правовідносин полягає в кореляції їх змісту, тобто зміни тільки обсягу прав і обов'язків учасників правовідносин (Басін Ю. Г.). Відповідно до домінантної точки зору зміна цивільних правовідносин являє собою можливість зміни не тільки в частині зміни суб'єкту і об'єкту цивільних правовідносин, але й можливій зміни суб'єктивних цивільних  прав і юридичних обов'язків.
Зміна змісту цивільних правовідносин характеризує деформацію суб'єктивних цивільних прав і юридичних обов'язків учасників правовідносин (припинення окремих правомочностей, зміну обсягу юридичного обов'язку тощо), які були закладені при його укладанні. Їх проявом може бути поява нових прав чи обов'язків, трансформація наявних.
Зокрема статті 1108, 1113 ЦК України закріплює, що майнові права інтелектуальної власності можуть бути передані відповідно до закону повністю або частково іншій особі. Так, виключна ліцензія яка видається лише одному ліцензіату і виключає можливість використання ліцензіаром об'єкта права інтелектуальної власності у сфері, що обмежена цією ліцензією, та видачі ним іншим особам ліцензій на використання цього об'єкта у зазначеній сфері змінює речові правовідносини в яких він є учасником.
Зміна специфікації суб'єктивного цивільного права (cessio) в цивільних правовідносинах, так само як і зміна конфігурації юридичних обов'язків (delegatio) також призводить до зміни цивільних правовідносин. Так, суб'єктивне цивільне право вимоги до зобов'язальної особи може бути припинено cessio. В такому разі припинення суб'єктивного цивільного права змінює структуру цивільних правовідносин (відбувається зміна суб'єкта) не припиняючи його. Аналогічні юридичні наслідки має і delegatio. Заміна сторони в цивільному правовідношенні не припиняє останнє. Конфігурується його структура. Зокрема змінюється сторона. Інші його елементи залишаються без змін.
Зміна об'єкту цивільного правовідношення (novatio) має на меті забезпечення інтересу учасників цивільних правовідносин в разі настання умов неможливості або складності його реального і належного виконання.
Наприклад, якщо за договором підряду замовник залишився винен підряднику за виконану роботу, сторони можуть перетворити цей борг у позикове зобов'язання: підрядник стає позикодавцем, а замовник — позичальником. В такому разі двостороннє цивільно-правове зобов'язання на підставі того, що одне з двох, які його складають, припинилося, а інше — ні, в цілому припиняється. При цьому друге набуває форми зовсім іншого самостійного за правовою природою цивільно-правового зобов'язання — позикового. Крім того, це нове цивільно-правове зобов'язання має свій самостійний зміст, який відрізняється від інших. Додатково це нове зобов'язання отримує певні особливості, які надають йому індивідуальності. Ці особливості виражаються у пов'язаності нового зобов'язання із попереднім. А також невідворотності від об'єкта цього попереднього зобов'язання.
Характерним для цих правових конструкцій є те, що вони не впливають на юридичну сутність цивільного правовідношення. Більш того, їх наявність надає ефективності в правовому регулюванні цивільних правовідносин. Саме за таким критерієм зміну цивільних правовідносин слід відрізняти від їх припинення.
Смерть учасника цивільних правовідносин безумовно впливає на мету цивільних правовідносин, оскільки перешкоджає їх реалізації. Однак, з її настанням юридичний зв'язок між померлою особою, а також її майном трансформується у зв'язки між майном померлої особи та її спадкоємцями. Правові відносини які існували між померлою особою та її кредиторами перетворюються у відносини між спадкоємцями, які вступили у спадщину і кредиторами тощо.
Інакше кажучи, смерть фізичної особи припиняє суб'єктивні цивільні права померлої особи щодо свого майна, майнових прав. В той же час, цей юридичний факт конфігурує зміст цивільних правовідносин, в яких померла особа була учасником. Учасник цивільних правовідносин, який вибув з них унаслідок смерті замінюється іншою стороною. В результаті такого правонаступництва цивільні правовідносини змінюються і правовий зв'язок між третіми особами і спадкоємцями щодо майна, прав або обов'язків спадкодавця поновлюється.

## Припинення
Реалізації суб'єктивних цивільних прав і юридичних обов'язків, яка складається з їх здійснення і належного виконання призводить до припинення цивільних правовідносин.
Припинення цивільних правовідносин це сукупність способів та юридичних засобів досягнення мети їх правового регулювання у виді припинення суб'єктивних цивільних прав, юридичних обов'язків або правовідносин у цілому.
В основі припинення цивільних правовідносин лежить правоприпиняючий юридичний факт, настання якого має визначені сторонами наслідки. Такий юридичний факт виконує регулятивну функцію, зміст якої полягає в упорядкуванні суспільних відносин шляхом досягнення мети правового регулювання визначеної сторонами правовідносин. Тобто в першу чергу встановлюється правова модель поведінки суб'єктів цивільних правовідносин, яка визначає межи здійснення певних фактичних дій, відповідно по встановленої моделі. По-друге, ця правова модель обумовлює фактичне наповнення змісту правових відносин сторін, їх належне виконання, досягнення запрограмованої правової мети, і як наслідок їх припинення. Збіг правової моделі із фактичними діями суб'єктів відповідних правовідносин призводить до виникнення і подальшої реалізації їх прав і обов'язків результатом чого є припинення цивільних правовідносин.
В межах цивільних правовідносин здійснюються не тільки суб'єктивні цивільні права, а й виконуються кореспондуючи їм юридичні обов'язки. У зв'язку з тим, що кожному суб'єктивному праву кореспондує юридичний обов'язок ці два елементи не можуть існувати один без одного. Таким чином, припинення цивільних правовідносин є результатом спільного припинення суб'єктивних цивільних прав і пов'язаних з ними юридичних обов'язків. Як правило, на практиці такі цивільні правовідносини припиняються шляхом виконання зобов'язання належним чином. Припинення суб'єктивного цивільного права припиняє існування юридичного обов'язку, що кореспондує цьому праву. Також припинення цивільних правовідносин має місце в результаті односторонніх або багатосторонніх дій особи по реалізації свого права або виконання обов'язку, встановленого змістом правочину.
Можливим варіантом припинення цивільних правовідносин, поряд з здійсненням суб'єктивних цивільних прав і виконанням кореспондованих юридичних обов'язків є припинення існування предмету цивільних правовідносин. Так, зникнення об'єкту права (його втрата, фізичне знищення тощо) має наслідок припинення цивільних правовідносин.
Цивільні правовідносини можуть припинитися в результаті припинення існування суб'єкта правовідносин, якщо останні не передбачають правонаступництва. Припинення суб'єкта цивільних правовідносин може відбуватися внаслідок такого юридичного факту як подія (смерть фізичної особи, визнання особи померлою) або внаслідок правомірних дій (заміна сторони правочину, ліквідація юридичної особи тощо).
Таким чином, припинення цивільних правовідносин багато в чому залежить від волі самих їх учасників. В той же час, припинення цивільних правовідносин може відбуватися внаслідок об'єктивних обставин за наявності всіх елементів їх структури. Одним з таких винятків є припинення цивільно-правового зобов'язання неможливістю його виконання у зв'язку з обставиною, за яку жодна із сторін не відповідає, що передбачено статтею 607 ЦК України. У такому разі наявні всі елементи правовідносин (суб'єкти, об'єкт, зміст), і воля всіх суб'єктів може бути направлена на досягнення цілей цивільних правовідносин, проте за наявності обставин, за які жоден суб'єкт правовідносин не відповідає, не можна досягти його цілей, що виключає існування останніх.
Крім того, припинення цивільних правовідносин може бути обумовлено об'єктивними обставинами реальної дійсності, а також суб'єктивними факторами девіантного характеру, у зв'язку з чим виникають перешкоди на шляху нормального розвитку правовідносин, що ускладнює або взагалі не дає можливості забезпечити реалізацію прав і обов'язків суб'єктів правовідносин. Такий характер припинення цивільних правовідносин пов'язаний із дефектом юридичного факту в процесі реалізації цивільних правовідносин.
Унаслідок виникнення дефекту юридичного факту мета правового регулювання не досягається, зміст укладених між сторонами правовідносин не вичерпується. Такий дефект призводить до структурної трансформації цивільних правовідносин з метою їх правового впорядкування.
Прикладом може бути знищення речі в правовідносинах власності. Правова модель поведінки учасників цивільних правовідносин передбачає реалізацію власником своїх правомочностей власності, а з іншого боку утримання третіх осіб від виконання дій, які можуть порушити його речове право. Фактична поведінка третьої особи може або відповідати цій правовій моделі або ні. У першому випадку відбувається реалізація речових правовідносин. В іншому, — неправомірні дії щодо майна власника змінюють правову модель поведінки суб'єктів права з урахуванням фактичних обставин дійсності. Унаслідок цього, цивільні правовідносини припиняються не в результаті їх реалізації, а в зв'язку із неможливістю їх здійснення.